# Kumato

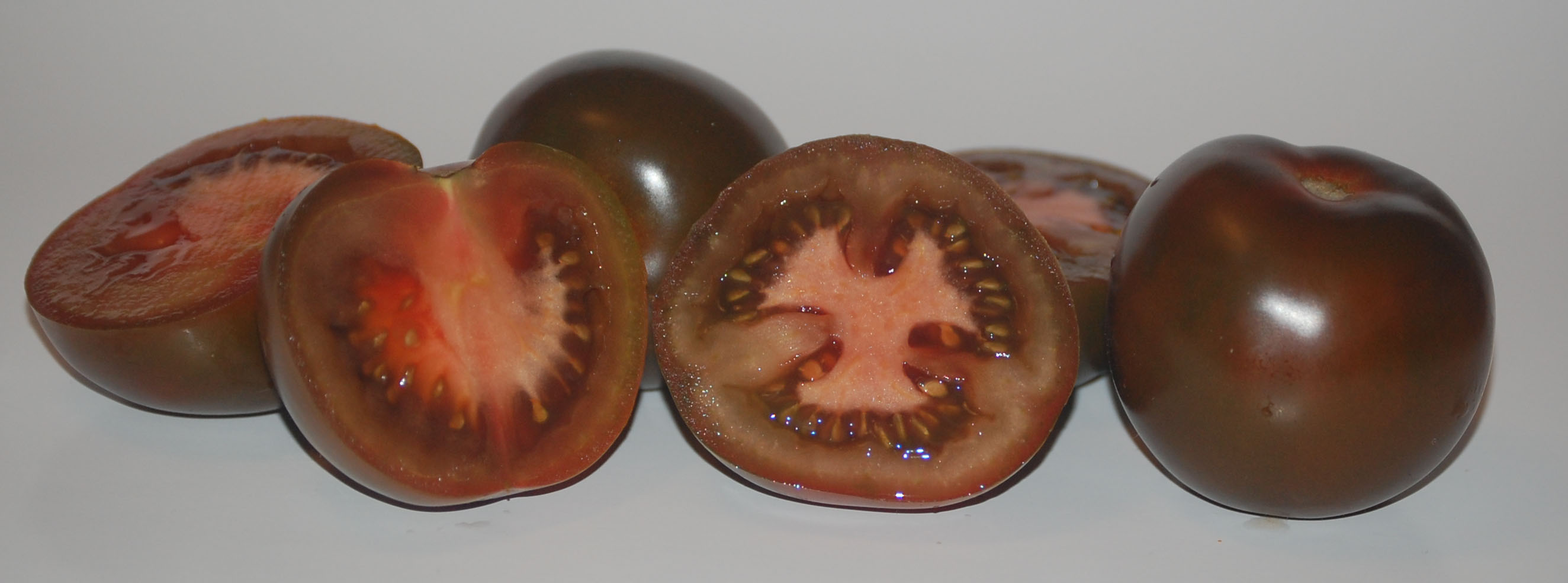
Kumatos

Die in Europa erhältliche Tomate Kumato ist eine Züchtung der Firma Syngenta. Sie wurde im Jahr 2009 in den USA patentiert. Innerhalb Europas ist sie u. a. in Deutschland und der Schweiz marktüblich.

## Eigenschaften
Die Reifung der Kumato geschieht von innen heraus, wodurch sie im Handel als braungrüne bis rotbraune Tomate erhältlich ist. Die optimale Reifung ist erreicht, wenn die Tomate eine rotbraune Farbe mit leichter Grünfärbung am Stielansatz besitzt. Die Kumato zeichnet sich durch ihr intensives Aroma und ihre lange Haltbarkeit aus. Sie ist keine gentechnisch veränderte Tomatensorte, sondern eine Hybridzüchtung aus verschiedenen europäischen Tomatensorten.